# Doug Sampson
Doug William Sampson es un músico británico, reconocido por haber sido el tercer baterista de la banda de heavy metal Iron Maiden. Estuvo en la agrupación de 1977 a 1979. Antes de unirse a Maiden, Sampson fue miembro de una de las bandas que anteriormente había conformado el bajista Steve Harris. 
Fue uno de los cuatro miembros de Maiden que firmaron inicialmente un contrato con EMI. Sin embargo, poco tiempo después se empezó a sentir enfermo debido a las exigentes giras, por lo cual tuvo que ser reemplazado por Clive Burr poco antes de la grabación del álbum Iron Maiden.
Sampson aparece en el legendario demo The Soundhouse Tapes, al igual que en la canción "Burning Ambition", del sencillo Running Free.
No debe ser confundido con Paul Samson de la banda Samson, en la que también participaron futuros miembros de Iron Maiden, como Bruce Dickinson, Clive Burr, y Thunderstick.